# Chuck Taylor All-Stars

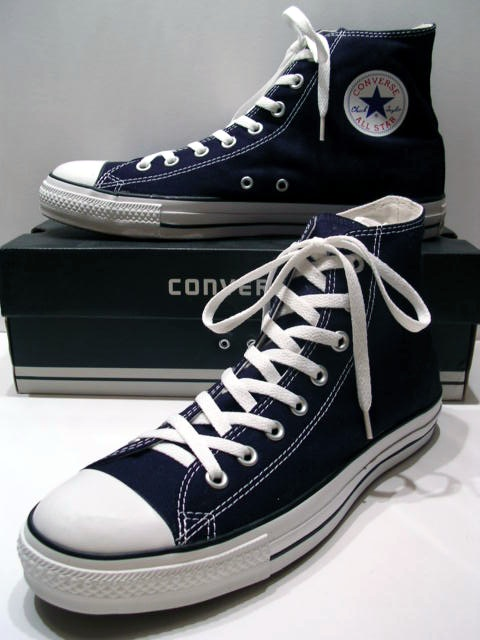
Een paar donkerblauwe All Stars (hi-top)

Chuck Taylor All-Stars, ook wel Chucks en All-Stars, zijn schoenen van canvas en rubber die worden geproduceerd door Converse, een dochteronderneming van Nike, Inc..
Vroeger was de All Star meer een lap stof met een bodem van leer of rubber, maar door de jaren begon de All Star meer te lijken op de schoen die vandaag de dag wordt verkocht. Er zijn twee verschillende soorten: hoge (hi-top) en lage (lo-top). Ondertussen zijn er ook al slip-on's (lage zonder veters maar met elastieken), de X-hi (12-gaatse 'laarzen', soms ook overgeplooid), de canvasreeks (nogal artistiek), de leathercollectie (in leder) en de suedereeks (in velours of fluweel).
Er zijn ook een paar rode draden door hun collectie: de sneakers (iets bredere, lompere schoenen die een hoog contrast geven met de originele strakke Chuck Taylor reeks), de varvatos (iets klassieker), onlangs nieuw zijn de basketbal collection (echte sportschoenen) en de (product)red (een artistieke reeks).